# Nati nel 1878

## Gennaio(95)
- 1º gennaio - Marco Ciriani, politico e avvocato italiano († 1944)
- 1º gennaio - Agner Krarup Erlang, matematico e statistico danese († 1929)
- 1º gennaio - Olga Máté, fotografa ungherese († 1961)
- 2 gennaio - Christo Kabakčiev, politico, giornalista e storico bulgaro († 1940)
- 2 gennaio - Gaetano Malchiodi, arcivescovo cattolico italiano († 1965)
- 3 gennaio - Filippo Amantea Mannelli, poeta, giurista e filosofo italiano († 1964)
- 3 gennaio - Laurenzio Laurenzi, pittore e incisore italiano († 1946)
- 4 gennaio - Egidio Girelli, scultore italiano († 1972)
- 4 gennaio - Augustus John, pittore e incisore britannico († 1961)
- 4 gennaio - Giacomo Parvopassu, avvocato e dirigente sportivo italiano († 1936)
- 5 gennaio - Giovanni Cosattini, avvocato e politico italiano († 1954)
- 5 gennaio - Giovanni Oriolo, prefetto e politico italiano († 1954)
- 5 gennaio - Nelly Roussel, attivista francese († 1922)
- 6 gennaio - Marian Ellis, attivista inglese († 1952)
- 6 gennaio - Adeline Genée, ballerina britannica († 1970)
- 6 gennaio - Carl Sandburg, poeta statunitense († 1967)
- 7 gennaio - Justus Scrafford, mezzofondista statunitense († 1947)
- 8 gennaio - Louis Germain, zoologo francese († 1942)
- 8 gennaio - Duilio Gigli, matematico italiano († 1933)
- 8 gennaio - Maurice Jéhin, cavaliere francese
- 9 gennaio - Gino Luzzatto, storico e medievista italiano († 1964)
- 9 gennaio - Angelo Olivieri, marinaio italiano († 1918)
- 9 gennaio - John Watson, psicologo statunitense († 1958)
- 10 gennaio - Angelo Brando, pittore italiano († 1955)
- 10 gennaio - Johann Lemmerz, progettista e imprenditore tedesco († 1952)
- 10 gennaio - John McLean, giocatore di football americano, ostacolista e lunghista statunitense († 1955)
- 11 gennaio - Lorenzo Gandolfo, militare italiano († 1916)
- 11 gennaio - Elmer Harris, sceneggiatore e commediografo statunitense († 1966)
- 11 gennaio - Theodoros Pangalos, generale e politico greco († 1952)
- 12 gennaio - Ferenc Molnár, scrittore, drammaturgo e giornalista ungherese († 1952)
- 12 gennaio - Jack Pratt, attore, regista e sceneggiatore canadese († 1938)
- 13 gennaio - Chen Jiongming, giurista, militare e rivoluzionario cinese († 1933)
- 13 gennaio - Geert Lotsij, canottiere olandese († 1959)
- 13 gennaio - Vasilij Vital'evič Šul'gin, politico russo († 1976)
- 14 gennaio - Victor Segalen, scrittore e etnografo francese († 1919)
- 15 gennaio - André Corap, generale francese († 1953)
- 15 gennaio - Maurizio Maraviglia, politico italiano († 1955)
- 15 gennaio - Gustavo Pesenti, generale italiano († 1960)
- 16 gennaio - Harry Carey, attore, regista e sceneggiatore statunitense († 1947)
- 16 gennaio - John H. Flood Jr., scrittore statunitense († 1958)
- 16 gennaio - Karl Isakson, pittore svedese († 1922)
- 16 gennaio - Şehzade Mehmed Abdülkadir, principe ottomano († 1944)
- 17 gennaio - Oscar Apfel, attore, regista e sceneggiatore statunitense († 1938)
- 17 gennaio - Vittorio Benussi, psicologo italiano († 1927)
- 17 gennaio - Chen Qimei, politico, attivista e rivoluzionario cinese († 1916)
- 17 gennaio - Philadelphia Jack O'Brien, pugile statunitense († 1942)
- 17 gennaio - Vincenzo Mazzacane, magistrato e storico italiano († 1956)
- 17 gennaio - Burt McKinnie, golfista statunitense († 1946)
- 18 gennaio - Thomas Edward Campbell, politico statunitense († 1944)
- 18 gennaio - Agostino Gemelli, francescano, medico e psicologo italiano († 1959)
- 18 gennaio - Ljubomir Marić, generale e politico serbo († 1960)
- 19 gennaio - Herbert Chapman, calciatore e allenatore di calcio inglese († 1934)
- 19 gennaio - Suzanne Noël, medica e attivista francese († 1954)
- 20 gennaio - Finlay Currie, attore e cabarettista britannico († 1968)
- 20 gennaio - Ernest Joy, attore statunitense († 1924)
- 20 gennaio - Francesco Spanò, poliziotto e funzionario italiano († 1949)
- 20 gennaio - Harry Weil, sceneggiatore e attore statunitense († 1943)
- 20 gennaio - Julius Wiesner, calciatore austriaco († 1916)
- 21 gennaio - Blanche Friderici, attrice statunitense († 1933)
- 21 gennaio - Egon Friedell, filosofo, storico e giornalista austriaco († 1938)
- 22 gennaio - Felice Bensa, imprenditore e politico italiano († 1963)
- 22 gennaio - Constance Collier, attrice britannica († 1955)
- 22 gennaio - Giovanni Antonio Colonna di Cesarò, nobile e politico italiano († 1940)
- 22 gennaio - Ben Deeley, attore statunitense († 1924)
- 22 gennaio - Alistair Mackay, medico e esploratore britannico († 1914)
- 22 gennaio - Angelo Joseph Rossi, politico statunitense († 1948)
- 23 gennaio - Rutland Boughton, compositore britannico († 1960)
- 23 gennaio - William Desmond, attore irlandese († 1949)
- 23 gennaio - Magnus Stifter, attore e regista austriaco († 1943)
- 23 gennaio - W. A. R. Wood, diplomatico e storico britannico († 1970)
- 23 gennaio - Oton Župančič, poeta sloveno († 1949)
- 23 gennaio - Khalil al-Sakakini, poeta, insegnante e giornalista palestinese († 1953)
- 24 gennaio - Gerardo Di Martino, magistrato e politico italiano († 1946)
- 24 gennaio - Wedgewood Nowell, attore, compositore e sceneggiatore statunitense († 1957)
- 24 gennaio - Johannes Runge, mezzofondista, velocista e lunghista tedesco († 1949)
- 25 gennaio - Charles Hefferon, maratoneta e mezzofondista sudafricano († 1931)
- 25 gennaio - Attilio Mussino, illustratore, fumettista e pittore italiano († 1954)
- 25 gennaio - Quadrio Pirani, ingegnere e architetto italiano († 1970)
- 26 gennaio - Anna Demidova, insegnante russa († 1918)
- 26 gennaio - Ugo Pignetti, generale italiano († 1968)
- 26 gennaio - Gaetano Ronzoni, medico italiano († 1940)
- 26 gennaio - Rudolf Alexander Schröder, scrittore, architetto e pittore tedesco († 1962)
- 26 gennaio - Luigi Maria Filippo d'Orléans-Braganza, principe e scrittore brasiliano († 1920)
- 28 gennaio - Frederick Humphreys, tiratore di fune e lottatore britannico († 1954)
- 29 gennaio - John Cregan, mezzofondista statunitense († 1965)
- 29 gennaio - Carl Eduard Hellmayr, ornitologo austriaco († 1944)
- 29 gennaio - Maria Vinca, pittrice italiana († 1939)
- 30 gennaio - A. H. Tammsaare, scrittore estone († 1940)
- 30 gennaio - Italo Josz, pittore e violinista italiano († 1942)
- 30 gennaio - Ubaldo Pittei, attore teatrale, regista e attore cinematografico italiano († 1930)
- 30 gennaio - Aristodemo Zingarini, pittore italiano († 1944)
- 31 gennaio - Ugo Bono, avvocato, dirigente d'azienda e politico italiano († 1946)
- 31 gennaio - Maurizio Rava, militare e pittore italiano († 1941)
- 31 gennaio - Edward Mechling, mezzofondista statunitense († 1938)
- 31 gennaio - Pio Semeghini, pittore italiano († 1964)

## Febbraio(69)
- 1º febbraio - H. C. Bailey, scrittore inglese († 1961)
- 1º febbraio - Louis Blaringhem, agronomo e botanico francese († 1958)
- 1º febbraio - Doc Campbell, giocatore di lacrosse canadese († 1972)
- 1º febbraio - Hattie Caraway, politica statunitense († 1950)
- 1º febbraio - Enrico Carusi, bibliotecario italiano († 1945)
- 1º febbraio - Alfréd Hajós, nuotatore, architetto e calciatore ungherese († 1955)
- 1º febbraio - Milan Hodža, politico e giornalista slovacco († 1944)
- 1º febbraio - Concetto Marchesi, politico e latinista italiano († 1957)
- 1º febbraio - Charles Tate Regan, ittiologo britannico († 1943)
- 2 febbraio - Edward James Gibson Holland, militare canadese († 1948)
- 2 febbraio - Joe Lydon, calciatore e pugile statunitense († 1937)
- 2 febbraio - Gordon McDonald, calciatore canadese († 1938)
- 3 febbraio - Conrad Wiene, regista e sceneggiatore tedesco († 1934)
- 4 febbraio - Giuseppe Adami, drammaturgo, librettista e giornalista italiano († 1946)
- 4 febbraio - Louis Camille Maillard, chimico e medico francese († 1936)
- 4 febbraio - Grigorij Ivanovič Petrovskij, rivoluzionario e politico russo († 1958)
- 4 febbraio - Hermann Weller, poeta e linguista tedesco († 1956)
- 4 febbraio - Zabel Yesayan, scrittrice e traduttrice armena († 1943)
- 5 febbraio - Ivan Arkadin, attore russo († 1942)
- 5 febbraio - André Citroën, inventore e imprenditore francese († 1935)
- 8 febbraio - Martin Buber, filosofo, teologo e pedagogista austriaco († 1965)
- 8 febbraio - Nestore Cinelli, ingegnere e urbanista italiano († 1947)
- 8 febbraio - Willem Hesselink, allenatore di calcio e calciatore olandese († 1973)
- 8 febbraio - Vincenzo Michetti, compositore italiano († 1956)
- 8 febbraio - Paul Otto, attore, sceneggiatore e regista tedesco († 1943)
- 9 febbraio - Jack Kirwan, allenatore di calcio e calciatore irlandese († 1959)
- 11 febbraio - Peder Lykkeberg, nuotatore danese († 1944)
- 11 febbraio - Étienne Balsan, giocatore di polo francese († 1953)
- 13 febbraio - Enrico Ferdinando d'Asburgo-Lorena, nobile austriaco († 1969)
- 13 febbraio - Arnaldo Petretti, avvocato, funzionario e politico italiano († 1952)
- 14 febbraio - Giuseppe Albanese, politico italiano († 1937)
- 14 febbraio - Kōki Hirota, politico e diplomatico giapponese († 1948)
- 14 febbraio - Hans Ledwinka, ingegnere e imprenditore austriaco († 1967)
- 14 febbraio - Viktor Pavlovič Nogin, rivoluzionario e politico russo († 1924)
- 14 febbraio - Elizabeth Ness MacBean Ross, medico scozzese († 1915)
- 15 febbraio - Elena Lanzoni Prevost, imprenditrice e dirigente d'azienda italiana († 1965)
- 16 febbraio - Pamela Colman Smith, artista e illustratrice britannica († 1951)
- 16 febbraio - Giacomo Colosimo, mafioso italiano († 1920)
- 16 febbraio - Selim Palmgren, compositore finlandese († 1951)
- 16 febbraio - Silvio Parodi, generale e politico italiano († 1944)
- 16 febbraio - Karel Podgornik, politico e antifascista italiano († 1962)
- 17 febbraio - Paul Häberlin, filosofo svizzero († 1960)
- 17 febbraio - Léon Werth, scrittore e critico d'arte francese († 1955)
- 18 febbraio - Ada Adler, grecista, filologa classica e bibliotecaria danese († 1946)
- 18 febbraio - Georges Fleury, ciclista su strada francese († 1968)
- 18 febbraio - Marija Il'inična Ul'janova, rivoluzionaria, politica e giornalista russa († 1937)
- 19 febbraio - Harriet Bosse, attrice norvegese († 1961)
- 19 febbraio - Kristofer Uppdal, scrittore norvegese († 1961)
- 20 febbraio - John Joseph Gabriel O'Byrne, militare francese († 1917)
- 20 febbraio - Humphrey Owen Jones, alpinista e chimico inglese († 1912)
- 20 febbraio - Domenico Pacini, fisico e meteorologo italiano († 1934)
- 20 febbraio - Gustav Rau, ostacolista tedesco
- 21 febbraio - Mirra Alfassa, mistica francese († 1973)
- 21 febbraio - Mildred Cable, missionaria e scrittrice britannica († 1952)
- 22 febbraio - Gaston Alibert, schermidore francese († 1917)
- 22 febbraio - Alfred Bloch, calciatore francese († 1902)
- 22 febbraio - Phil Bryant, arciere statunitense († 1938)
- 22 febbraio - Walther Ritz, fisico svizzero († 1909)
- 23 febbraio - Giovanni Battista Biavaschi, politico italiano († 1957)
- 23 febbraio - Federico Morozzo della Rocca, generale italiano († 1971)
- 24 febbraio - George Cowl, attore e regista inglese († 1942)
- 25 febbraio - Eduard Meijer, nuotatore e pallanuotista olandese († 1929)
- 26 febbraio - Emmy Destinn, soprano ceco († 1930)
- 27 febbraio - Edward Carr, maratoneta, mezzofondista e siepista statunitense († 1947)
- 27 febbraio - Günther von Saar, alpinista, medico e insegnante austriaco († 1918)
- 28 febbraio - Harry Elkes, pistard statunitense († 1903)
- 28 febbraio - Pierre Fatou, matematico francese († 1929)
- 28 febbraio - Artur Kapp, compositore estone († 1952)
- 28 febbraio - Edoardo Nicolardi, poeta, paroliere e giornalista italiano († 1954)

## Marzo(68)
- 1º marzo - Angelo Cosmano, militare italiano († 1940)
- 1º marzo - Gabriel Dupont, compositore francese († 1914)
- 2 marzo - Ugo Forti, giurista italiano († 1950)
- 2 marzo - Pio Paschini, vescovo cattolico e storico italiano († 1962)
- 3 marzo - Joseph Dilg, lottatore statunitense († 1953)
- 3 marzo - Michele Landolfi, medico italiano († 1959)
- 3 marzo - Edward Thomas, poeta e militare gallese († 1917)
- 4 marzo - Takeo Arishima, scrittore giapponese († 1923)
- 4 marzo - Aleksandr Tamanian, architetto sovietico († 1936)
- 4 marzo - Egbert Van Alstyne, compositore e pianista statunitense († 1951)
- 5 marzo - Norah Elam, attivista britannica († 1961)
- 5 marzo - Gaston Salmon, schermidore belga († 1917)
- 5 marzo - Dimitrios Tombrof, mezzofondista greco
- 5 marzo - Pëtr Dem'janovič Uspenskij, filosofo russo († 1947)
- 6 marzo - Marie-Joseph Cassant, presbitero francese († 1903)
- 7 marzo - Carlo Frigerio, tipografo, giornalista e anarchico italiano († 1966)
- 7 marzo - Boris Michajlovič Kustodiev, pittore e scenografo russo († 1927)
- 8 marzo - Yuzuru Hiraga, ammiraglio e ingegnere navale giapponese († 1943)
- 10 marzo - Karel van de Woestijne, scrittore belga († 1929)
- 11 marzo - Aldo Finzi, matematico italiano († 1934)
- 12 marzo - Gemma Galgani, mistica e veggente italiana († 1903)
- 12 marzo - Said Nursi, teologo curdo († 1960)
- 13 marzo - René Blum, artista francese († 1942)
- 13 marzo - David Freeman-Mitford, II barone Redesdale, nobile e ufficiale inglese († 1958)
- 13 marzo - Otto Hönigschmid, chimico ceco († 1945)
- 13 marzo - Lau Lauritzen, regista, sceneggiatore e attore danese († 1938)
- 13 marzo - Sergio Sergi, antropologo italiano († 1972)
- 15 marzo - Reza Shah Pahlavi, generale iraniano († 1944)
- 16 marzo - Clemens August von Galen, cardinale e vescovo cattolico tedesco († 1946)
- 16 marzo - Teofilo Petriella, politico e antifascista italiano († 1925)
- 16 marzo - Henry B. Walthall, attore statunitense († 1936)
- 18 marzo - Aristide Carapelle, magistrato e politico italiano († 1967)
- 18 marzo - Alessandro Contini Bonacossi, mercante d'arte e politico italiano († 1955)
- 18 marzo - Georg von und zu Franckenstein, diplomatico austriaco († 1953)
- 18 marzo - Charles Lyon, generale inglese († 1959)
- 19 marzo - Joseph Ravannack, canottiere statunitense († 1910)
- 19 marzo - Enrico Saroldi, scultore, incisore e medaglista italiano († 1954)
- 19 marzo - Henricus Tromp, canottiere olandese († 1962)
- 20 marzo - Enrico XXIV di Reuss-Greiz, principe tedesco († 1927)
- 20 marzo - William Edmund Harper, astronomo canadese († 1940)
- 20 marzo - Pietro Pocek, pittore montenegrino († 1963)
- 20 marzo - André Rabel, schermidore francese († 1934)
- 21 marzo - Pasquale Amato, baritono italiano († 1942)
- 21 marzo - Marcello Dudovich, pubblicitario, pittore e illustratore italiano († 1962)
- 22 marzo - Renato Biasutti, geografo e etnologo italiano († 1965)
- 22 marzo - Jakab Kauser, astista ungherese († 1925)
- 22 marzo - Michel Théato, maratoneta lussemburghese († 1923)
- 23 marzo - Tammaro De Marinis, antiquario e bibliografo italiano († 1969)
- 23 marzo - Henry Weed Fowler, zoologo statunitense († 1965)
- 23 marzo - Howard William Kennard, diplomatico e ambasciatore britannico († 1955)
- 23 marzo - Achille Nodari, ingegnere e imprenditore italiano († 1946)
- 23 marzo - Franz Schreker, compositore e direttore d'orchestra austriaco († 1934)
- 23 marzo - Pier Gaetano Venino, dirigente d'azienda, banchiere e politico italiano († 1955)
- 25 marzo - Frances Glessner Lee, filantropa e criminologa statunitense († 1962)
- 25 marzo - Sidney M. Goldin, regista, sceneggiatore e produttore cinematografico ucraino († 1937)
- 25 marzo - František Janda-Suk, discobolo e pesista boemo († 1955)
- 27 marzo - Miller Huggins, allenatore di baseball e giocatore di baseball statunitense († 1929)
- 28 marzo - Jenő Bayer, calciatore ungherese († 1953)
- 28 marzo - Paul Lemoine, geologo francese († 1940)
- 28 marzo - Camillo Martinoni, politico e pilota automobilistico italiano († 1960)
- 29 marzo - Elena Farago, poetessa, traduttrice e scrittrice rumena († 1954)
- 30 marzo - Harry Goodley, calciatore, arbitro di calcio e allenatore di calcio inglese († 1951)
- 30 marzo - Evelina Paoli, attrice italiana († 1972)
- 30 marzo - Dick Roberts, calciatore inglese († 1931)
- 30 marzo - Giuseppe Vidossi, linguista e glottologo italiano († 1969)
- 31 marzo - Fritz Oswald Bilse, scrittore e drammaturgo tedesco († 1951)
- 31 marzo - Jack Johnson, pugile statunitense († 1946)
- 31 marzo - Joseph Martinez, ginnasta francese († 1946)

## Aprile(76)
- 1º aprile - Frank Dixon, giocatore di lacrosse canadese († 1932)
- 1º aprile - Ernest Mamboury, storico dell'arte svizzero († 1953)
- 1º aprile - Carl Sternheim, drammaturgo e scrittore tedesco († 1942)
- 2 aprile - Giuseppe Brezzi, ingegnere, dirigente d'azienda e politico italiano († 1958)
- 2 aprile - Edward Kasner, matematico statunitense († 1955)
- 3 aprile - Adele Younghusband, fotografa e pittrice neozelandese († 1969)
- 4 aprile - Walter Conrad Arensberg, collezionista d'arte, critico d'arte e poeta statunitense († 1954)
- 4 aprile - Rudolf Nelson, compositore tedesco († 1960)
- 4 aprile - Walter Pulitzer, editore, scrittore e compositore di scacchi statunitense († 1926)
- 4 aprile - Gideon Scheepers, militare sudafricano († 1902)
- 4 aprile - Ethel Wales, attrice statunitense († 1952)
- 5 aprile - Italo Bonardi, avvocato e politico italiano († 1962)
- 5 aprile - Albert Champion, ciclista su strada e pistard francese († 1927)
- 5 aprile - Georg Misch, filosofo tedesco († 1965)
- 5 aprile - Dominique Ravoux, ginnasta francese († 1950)
- 5 aprile - Paul Weinstein, altista, astista e lunghista tedesco († 1964)
- 6 aprile - John Hunter, allenatore di calcio e calciatore scozzese († 1966)
- 6 aprile - Erich Mühsam, anarchico, poeta e attivista tedesco († 1934)
- 6 aprile - Clemente Ravetto, pioniere dell'aviazione italiano († 1953)
- 9 aprile - Marcel Grossmann, matematico svizzero († 1936)
- 10 aprile - Ed Hickox, cestista, giocatore di football americano e allenatore di pallacanestro statunitense († 1966)
- 10 aprile - Massimo IV Saigh, cardinale e patriarca cattolico siriano († 1967)
- 11 aprile - Heinrich Altherr, pittore svizzero († 1947)
- 11 aprile - Daniil Nikolaevič Kaškarov, zoologo e ecologo russo († 1941)
- 11 aprile - Holger-Madsen, regista, attore e sceneggiatore danese († 1943)
- 12 aprile - Richard Goldschmidt, genetista tedesco († 1958)
- 13 aprile - Pietro Casu, presbitero, scrittore e filologo italiano († 1954)
- 13 aprile - Plinio Codognato, pubblicitario e illustratore italiano († 1940)
- 13 aprile - Jan van der Hoeve, oculista e medico olandese († 1952)
- 14 aprile - August Borms, politico belga († 1946)
- 14 aprile - Emil Otto Hoppé, fotografo tedesco († 1972)
- 14 aprile - Giovanni Prampolini, ingegnere e dirigente d'azienda italiano († 1935)
- 14 aprile - Tilde Teldi, attrice italiana
- 15 aprile - Sadriddin Ayni, poeta, romanziere e giornalista tagiko († 1954)
- 15 aprile - Robert Walser, poeta e scrittore svizzero († 1956)
- 16 aprile - Albert Corey, maratoneta e mezzofondista francese († 1926)
- 16 aprile - Owen Thomas Jones, geologo gallese († 1967)
- 16 aprile - Mario Giacomo Levi, chimico italiano († 1954)
- 16 aprile - Semp Russ, tennista statunitense († 1978)
- 16 aprile - Erik Wallerius, velista svedese († 1967)
- 17 aprile - Albert Canet, tennista francese († 1930)
- 17 aprile - Vittorio Grassi, pittore e decoratore italiano († 1958)
- 17 aprile - Dimitrios Petrokokkinis, tennista greco († 1942)
- 19 aprile - Karl Schneller, militare austro-ungarico († 1942)
- 20 aprile - Sebastian Baur, compositore e direttore d'orchestra austriaco († 1947)
- 20 aprile - Loreto Grande, botanico e naturalista italiano († 1965)
- 20 aprile - José Miaja, generale e politico spagnolo († 1958)
- 20 aprile - Giuseppe Piemonte, politico e antifascista italiano († 1960)
- 21 aprile - Viktor Dvorčák, politico e giornalista slovacco († 1943)
- 21 aprile - Chris Forney, tennista statunitense († 1914)
- 22 aprile - Kitty Gordon, attrice teatrale britannica († 1974)
- 22 aprile - Zofka Kveder, scrittrice e attivista slovena († 1926)
- 22 aprile - Franz Riklin, psichiatra e pittore svizzero († 1938)
- 22 aprile - Mary Cleo Tarlarini, attrice e produttrice cinematografica italiana († 1954)
- 23 aprile - Johannes Gerckens Bassøe, avvocato e politico norvegese († 1962)
- 24 aprile - Fidel Dávila Arrondo, generale e politico spagnolo († 1962)
- 24 aprile - Fred Burns, attore statunitense († 1955)
- 24 aprile - Jean Crotti, pittore svizzero († 1958)
- 24 aprile - Jules Lecoutre, ginnasta francese († 1962)
- 24 aprile - Marie Mayoux, sindacalista e attivista francese († 1969)
- 25 aprile - Carlo Linati, scrittore e viaggiatore italiano († 1949)
- 25 aprile - William Merz, ginnasta e multiplista statunitense († 1946)
- 25 aprile - Paolo Mezzanotte, architetto, pittore e storiografo italiano († 1969)
- 26 aprile - Ethel Griffies, attrice inglese († 1975)
- 26 aprile - Rafael Guízar Valencia, vescovo cattolico e santo messicano († 1938)
- 27 aprile - Bruno Danero, militare italiano († 1917)
- 27 aprile - María Guadalupe García Zavala, religiosa messicana († 1963)
- 27 aprile - Frank Gotch, wrestler statunitense († 1917)
- 27 aprile - Carlo Guadagni, militare italiano († 1918)
- 27 aprile - Jack Rimmer, siepista e mezzofondista britannico († 1962)
- 28 aprile - Lionel Barrymore, attore e regista statunitense († 1954)
- 28 aprile - Daniel Fortea, chitarrista spagnolo († 1953)
- 28 aprile - Levi Yitzchak Schneerson, rabbino, mistico e educatore bielorusso († 1944)
- 29 aprile - Friedrich Adler, designer e artista tedesco († 1942)
- 29 aprile - Albert S. Le Vino, sceneggiatore statunitense († 1947)
- 30 aprile - Paul Hazard, storico francese († 1944)

## Maggio(66)
- 1º maggio - Bernard Gordon-Lennox, militare britannico († 1914)
- 1º maggio - Poul Hartmann, canottiere danese († 1969)
- 1º maggio - Guillaume Seznec, francese († 1954)
- 2 maggio - Roy Atwell, attore statunitense († 1962)
- 2 maggio - Ferdinando Paolieri, scrittore, poeta e commediografo italiano († 1928)
- 2 maggio - Pietro Piraino, scultore italiano († 1950)
- 4 maggio - Josef Krämer, tiratore di fune, ginnasta e altista tedesco († 1954)
- 4 maggio - Wilhelm Ritzenhoff, tiratore di fune, velocista e lunghista tedesco († 1954)
- 4 maggio - Pasquale Simonelli, banchiere italiano († 1960)
- 5 maggio - Giuseppina Finzi-Magrini, soprano italiano († 1944)
- 5 maggio - Giovanni Battista Picotti, storico italiano († 1970)
- 6 maggio - Salvator Ruju, poeta, scrittore e giornalista italiano († 1966)
- 7 maggio - Karl Gustav Vollmöller, scrittore tedesco († 1948)
- 7 maggio - Isabella d'Orléans, nobile francese († 1961)
- 8 maggio - Robert Ingersoll Aitken, scultore statunitense († 1949)
- 8 maggio - Piero Lucano, pittore, architetto e scrittore italiano († 1972)
- 8 maggio - Maria di Meclemburgo-Strelitz, nobile tedesca († 1948)
- 8 maggio - Gregorio Sebastio, medico e naturalista italiano († 1921)
- 10 maggio - Umberto Adamoli, politico e militare italiano († 1962)
- 10 maggio - Gustav Stresemann, politico tedesco († 1929)
- 12 maggio - Massimo Bontempelli, scrittore e saggista italiano († 1960)
- 12 maggio - Julia Dean, attrice statunitense († 1952)
- 13 maggio - Nina Poore, nobildonna scozzese († 1951)
- 13 maggio - Muriel Robb, tennista britannica († 1907)
- 13 maggio - Charles Vane-Tempest-Stewart, VII marchese di Londonderry, nobile e politico britannico († 1949)
- 14 maggio - Georges Garnier, calciatore, velocista e mezzofondista francese († 1936)
- 16 maggio - Gino Di Caporiacco, politico italiano († 1933)
- 16 maggio - Taylor Holmes, attore statunitense († 1959)
- 16 maggio - Pál Koppán, velocista e triplista ungherese († 1951)
- 17 maggio - Malcolm Cherry, attore britannico († 1925)
- 17 maggio - Edwin Mills, tiratore di fune britannico († 1946)
- 17 maggio - Conway Tearle, attore statunitense († 1938)
- 18 maggio - John Perkins, politico e giornalista australiano († 1954)
- 18 maggio - Johannes Terwogt, canottiere olandese († 1977)
- 19 maggio - Giotto Dainelli, geografo e geologo italiano († 1968)
- 19 maggio - Nikolaj Vasil'evič Nikol'skij, scrittore, etnografo e giornalista russo († 1961)
- 20 maggio - Oronzo Andriani, generale e aviatore italiano († 1931)
- 20 maggio - Tom Smith, allevatore statunitense († 1957)
- 21 maggio - Pietro Betta, architetto e urbanista italiano († 1932)
- 21 maggio - Glenn Curtiss, imprenditore statunitense († 1930)
- 21 maggio - Umberto Gnoli, storico dell'arte e museologo italiano († 1947)
- 21 maggio - Vittorio Zecchin, artista italiano († 1947)
- 22 maggio - The Great Gama, wrestler e strongman pakistano († 1960)
- 22 maggio - Martin Hammitzsch, architetto e politico tedesco († 1945)
- 23 maggio - Almerindo Portfolio, imprenditore italiano († 1966)
- 24 maggio - Giovanni Bertini, politico e avvocato italiano († 1949)
- 24 maggio - Lillian Moller Gilbreth, ingegnera, dirigente d'azienda e psicologa statunitense († 1972)
- 25 maggio - Berardo Berardi, cantante lirico italiano († 1918)
- 25 maggio - Wolfgang Gaede, fisico tedesco († 1945)
- 25 maggio - Bill Robinson, ballerino e attore statunitense († 1949)
- 25 maggio - Vittore Veneziani, direttore di coro e compositore italiano († 1958)
- 26 maggio - Charles Burguet, regista, sceneggiatore e attore francese († 1946)
- 26 maggio - Spencer Gore, pittore britannico († 1914)
- 26 maggio - Lucien Huteau, calciatore francese († 1975)
- 27 maggio - Riccardo De Caroli, militare italiano († 1912)
- 27 maggio - Frank Floyd, pugile statunitense († 1950)
- 27 maggio - Anna Fraentzel Celli, infermiera e filantropa tedesca († 1958)
- 27 maggio - Ned Liddle, calciatore e allenatore di calcio inglese († 1968)
- 27 maggio - Ugo Parodi di Belsito, militare e politico italiano († 1942)
- 28 maggio - Paul Pelliot, linguista, sinologo e esploratore francese († 1945)
- 29 maggio - Winford Lee Lewis, chimico e militare statunitense († 1943)
- 29 maggio - René Charles Joseph Ernest Maire, botanico francese († 1949)
- 29 maggio - Antoni Ponikowski, politico polacco († 1949)
- 30 maggio - Umberto Crudeli, matematico e fisico italiano († 1959)
- 30 maggio - Raymond Smith Dugan, astronomo statunitense († 1940)
- 31 maggio - Mario Camis, fisiologo e presbitero italiano († 1946)

## Giugno(62)
- 1º giugno - Ferdinando Bosso, giornalista, politico e partigiano italiano († 1967)
- 1º giugno - John Masefield, poeta e scrittore inglese († 1967)
- 2 giugno - Wallace Hartley, violinista e direttore d'orchestra inglese († 1912)
- 2 giugno - Bella Starace Sainati, attrice italiana († 1958)
- 3 giugno - Antonietta Cimolini, aviatrice e soprano italiana († 1904)
- 4 giugno - Mario Paci, pianista e direttore d'orchestra italiano († 1946)
- 5 giugno - Pierre Bovet, psichiatra e pedagogo svizzero († 1965)
- 5 giugno - Franklyn Farnum, attore statunitense († 1961)
- 5 giugno - Konstantinos Paspatis, tennista greco († 1903)
- 5 giugno - Pancho Villa, rivoluzionario, generale e politico messicano († 1923)
- 6 giugno - William Gann, economista statunitense († 1955)
- 8 giugno - Lucy Arbell, mezzosoprano francese († 1947)
- 8 giugno - Yvonne Prévost, tennista francese († 1942)
- 9 giugno - Luigi Ansbacher, dirigente sportivo e giurista italiano († 1956)
- 10 giugno - Eugène Bloch, fisico e docente francese († 1944)
- 10 giugno - Felice Cinotti, veterinario e fotografo italiano († 1978)
- 10 giugno - Arthur Trester, dirigente sportivo statunitense († 1944)
- 11 giugno - Lucien Daudet, scrittore francese († 1946)
- 12 giugno - Hans Aniol, nuotatore e pallanuotista tedesco († 1945)
- 12 giugno - James Oliver Curwood, scrittore statunitense († 1927)
- 12 giugno - Geoffrey Taylour, IV marchese di Headfort, politico e ufficiale irlandese († 1943)
- 12 giugno - Myrtle McAteer, tennista statunitense († 1952)
- 12 giugno - Brandon Evans, attore statunitense († 1958)
- 13 giugno - Charles Lapworth, giornalista, attivista e sceneggiatore britannico († 1951)
- 14 giugno - Arthur Goddard, calciatore inglese († 1956)
- 14 giugno - Gustave Pelgrims, calciatore belga († 1960)
- 14 giugno - John S. Robertson, regista e attore canadese († 1964)
- 15 giugno - Margaret Abbott, golfista statunitense († 1955)
- 15 giugno - Wollmar Boström, tennista svedese († 1956)
- 16 giugno - Gustav Schuft, ginnasta tedesco († 1948)
- 16 giugno - Otto von Stülpnagel, generale tedesco († 1948)
- 17 giugno - Victor Cadet, nuotatore e pallanuotista francese († 1911)
- 17 giugno - Agustín Edwards Mac-Clure, imprenditore, politico e diplomatico cileno († 1941)
- 19 giugno - Jakov Michajlovič Jurovskij, rivoluzionario russo († 1938)
- 20 giugno - Ruggero Dondé, scultore italiano († 1957)
- 20 giugno - Will Mastin, ballerino e cantante statunitense († 1979)
- 20 giugno - Henri Villain, pittore e disegnatore francese († 1938)
- 21 giugno - Angelo Fortunato Formiggini, editore e scrittore italiano († 1938)
- 21 giugno - Frederick Suerig, canottiere statunitense († 1929)
- 22 giugno - Brandolino Brandolini d'Adda, politico e militare italiano († 1916)
- 22 giugno - John Burton Cleland, patologo e naturalista australiano († 1971)
- 22 giugno - Adrienne D'Ambricourt, attrice francese († 1957)
- 22 giugno - Vincenzo Giuffrida, politico italiano († 1940)
- 23 giugno - Léon Carré, pittore e illustratore francese († 1942)
- 23 giugno - Fritz Osswald, pittore svizzero († 1966)
- 23 giugno - Şehzade Mahmud Necmeddin, principe ottomano († 1913)
- 24 giugno - Carlo Sonzini, presbitero e giornalista italiano († 1957)
- 25 giugno - Jean Gallon, pedagogo e compositore francese († 1959)
- 26 giugno - Marcello Colongo, calciatore italiano († 1936)
- 26 giugno - Andrea Finocchiaro Aprile, politico italiano († 1964)
- 26 giugno - Paul Guillaume, psicologo francese († 1962)
- 26 giugno - Leopold Löwenheim, logico e matematico tedesco († 1957)
- 26 giugno - Ernest Torrence, attore scozzese († 1933)
- 27 giugno - Victor Tourneur, numismatico, storico e etnologo belga († 1967)
- 28 giugno - Stanislaw Brzozowski, filosofo, scrittore e critico letterario polacco († 1911)
- 28 giugno - Thomas R. Mills, attore e regista inglese († 1953)
- 28 giugno - Aaron Rosanoff, psichiatra russo († 1943)
- 29 giugno - Pedro León, attore statunitense († 1931)
- 29 giugno - Umberto Paradisi, regista, attore e giornalista italiano († 1933)
- 29 giugno - Teodoro Wolf Ferrari, pittore italiano († 1945)
- 30 giugno - Henri de Saint Germain, schermidore francese († 1951)
- 30 giugno - Roberto Vicentini, patriarca cattolico italiano († 1953)

## Luglio(57)
- 1º luglio - Joseph Maréchal, gesuita, filosofo e psicologo belga († 1944)
- 1º luglio - Gino Meneghetti, criminale italiano († 1976)
- 1º luglio - Waldemar Young, sceneggiatore statunitense († 1938)
- 2 luglio - Rudolf Besier, drammaturgo inglese († 1942)
- 2 luglio - Albert Nasse, canottiere statunitense († 1910)
- 3 luglio - George M. Cohan, attore, scrittore e produttore teatrale statunitense († 1942)
- 6 luglio - Eino Leino, poeta e scrittore finlandese († 1926)
- 7 luglio - Jimmy Quinn, calciatore scozzese († 1945)
- 7 luglio - Elisabetta Amalia d'Asburgo-Lorena, principessa austriaca († 1960)
- 8 luglio - Stefano De Ruggiero, prefetto e politico italiano († 1951)
- 8 luglio - Edoardo Ferrari Fontana, tenore italiano († 1936)
- 9 luglio - Giuseppe Raimondi, politico italiano († 1955)
- 9 luglio - Richard Sheldon, pesista e discobolo statunitense († 1935)
- 10 luglio - Otto Freundlich, pittore e scultore tedesco († 1943)
- 10 luglio - Oliver Dimon Kellogg, matematico statunitense († 1932)
- 11 luglio - Girolamo Vigni, fantino italiano († 1906)
- 12 luglio - Harold Hackett, tennista statunitense († 1937)
- 13 luglio - Jakob Ukmar, presbitero e teologo italiano († 1971)
- 14 luglio - Donald Meek, attore britannico († 1946)
- 14 luglio - Giovanni Battista Peruzzo, arcivescovo cattolico italiano († 1963)
- 15 luglio - Anna Coleman Ladd, scultrice statunitense († 1939)
- 15 luglio - Melbourne Inman, giocatore di snooker inglese († 1951)
- 15 luglio - Ottilie Metzger-Lattermann, contralto tedesca († 1943)
- 16 luglio - Aldo Corazza, pioniere dell'aviazione italiano († 1964)
- 16 luglio - Andreas Hermes, politico tedesco († 1964)
- 16 luglio - Emanuele Trigona, ingegnere, dirigente d'azienda e politico italiano († 1953)
- 17 luglio - Mabel Van Buren, attrice statunitense († 1947)
- 18 luglio - Mario Blasich, politico italiano († 1945)
- 18 luglio - Pietro Pecchiai, musicista e docente italiano († 1958)
- 18 luglio - Egill Reimers, velista e architetto norvegese († 1946)
- 20 luglio - Fred Blackburn, calciatore inglese († 1951)
- 21 luglio - Otto Satzinger, tuffatore austriaco († 1945)
- 22 luglio - Lucien Febvre, storico francese († 1956)
- 22 luglio - Janusz Korczak, pedagogista, scrittore e medico polacco († 1942)
- 23 luglio - Gaetano Alberti, militare italiano († 1915)
- 24 luglio - Lord Dunsany, scrittore e drammaturgo irlandese († 1957)
- 24 luglio - Louisa Jordan, infermiera scozzese († 1915)
- 24 luglio - Arthur Wallis Myers, giornalista e tennista britannico († 1939)
- 24 luglio - Basil Ruysdael, attore e basso-baritono statunitense († 1960)
- 24 luglio - Behbud xan Cavanşir, politico e diplomatico azero († 1921)
- 25 luglio - George Cattanach, giocatore di lacrosse canadese († 1954)
- 25 luglio - William C. deMille, drammaturgo, regista e sceneggiatore statunitense († 1955)
- 25 luglio - Achille Marzarotto, politico italiano († 1963)
- 26 luglio - Ernst Hoppenberg, nuotatore tedesco († 1937)
- 27 luglio - August Aichhorn, psicoanalista austriaco († 1949)
- 27 luglio - Jeanne Froment-Meurice, golfista francese († 1965)
- 27 luglio - Iwane Matsui, generale giapponese († 1948)
- 28 luglio - Domenico Cigna, politico, giurista e giornalista italiano († 1946)
- 28 luglio - Rudolf Swideriski, scacchista tedesco († 1909)
- 29 luglio - Giovanni Antiga, compositore e organista italiano († 1960)
- 29 luglio - Adolfo Gandino, compositore italiano († 1940)
- 29 luglio - Varvara Massalitinova, attrice sovietica († 1945)
- 29 luglio - Pat McDonald, pesista e martellista statunitense († 1954)
- 30 luglio - Joel Stebbins, astronomo statunitense († 1966)
- 31 luglio - Mario Gallo, regista cinematografico italiano († 1945)
- 31 luglio - Georges de la Nézière, mezzofondista francese († 1914)
- 31 luglio - Amerigo Ruggiero, giornalista, scrittore e veterinario italiano († 1959)

## Agosto(78)
- 1º agosto - Konstantinos Logothetopoulos, politico greco († 1961)
- 1º agosto - José Pedro Montero, politico paraguaiano († 1927)
- 2 agosto - Ingeborg di Danimarca, principessa danese († 1958)
- 3 agosto - Karl Feldmüller, calciatore austriaco († 1962)
- 3 agosto - Felice Ferrari Pallavicino, prefetto e politico italiano († 1950)
- 3 agosto - James Flanagan, canottiere statunitense († 1937)
- 3 agosto - Dick Grant, maratoneta statunitense († 1958)
- 3 agosto - Charles Joughin, cuoco inglese († 1956)
- 4 agosto - Angelica Balabanoff, attivista e politica russa († 1965)
- 4 agosto - Lorenzo Maria Balconi, arcivescovo cattolico, missionario e scrittore italiano († 1969)
- 4 agosto - Flora Drummond, attivista britannica († 1949)
- 4 agosto - Ernest Lundeen, politico statunitense († 1940)
- 4 agosto - Charles Paterno, imprenditore italiano († 1946)
- 5 agosto - Bernardina Jabłońska, religiosa polacca († 1940)
- 5 agosto - Robustiano Patrón Costas, politico, imprenditore e avvocato argentino († 1965)
- 6 agosto - Carlo Vignoli, filologo e insegnante italiano († 1938)
- 7 agosto - Maria Caspar-Filser, pittrice tedesca († 1968)
- 8 agosto - Johann Georg von Dewitz, diplomatico e politico tedesco († 1958)
- 8 agosto - Marco Fanno, economista italiano († 1965)
- 9 agosto - Armando Carlini, filosofo italiano († 1959)
- 9 agosto - Eileen Gray, architetta irlandese († 1976)
- 9 agosto - Paul Renner, tipografo tedesco († 1956)
- 10 agosto - Alfred Döblin, scrittore, drammaturgo e psichiatra tedesco († 1957)
- 10 agosto - Alfredo Palacios, politico argentino († 1965)
- 11 agosto - Mateo Alonso, scultore argentino († 1955)
- 12 agosto - Beatrice Sacchi, saggista, pubblicista e attivista italiana († 1931)
- 12 agosto - Ferrante Zambini, scultore e falsario italiano († 1949)
- 12 agosto - Østen Østensen, tiratore a segno norvegese († 1939)
- 13 agosto - Bill Appleyard, calciatore inglese († 1958)
- 13 agosto - Martin Borthen, velista norvegese († 1964)
- 13 agosto - Harvey Lord, mezzofondista e velocista statunitense († 1920)
- 13 agosto - Leonid Vladimirovič Nikolaev, pianista, compositore e docente sovietico († 1942)
- 14 agosto - Emma Hauck, artista tedesca († 1920)
- 14 agosto - William Parsons, attore e produttore cinematografico statunitense († 1919)
- 15 agosto - Antonio Massara, insegnante, etnografo e storico dell'arte italiano († 1926)
- 16 agosto - Léon Binoche, rugbista a 15 francese († 1962)
- 16 agosto - Italo Simon, farmacologo italiano († 1966)
- 16 agosto - Arthur Witty, imprenditore e calciatore spagnolo († 1969)
- 17 agosto - Paolo Enriques, zoologo italiano († 1932)
- 17 agosto - Oliver St. John Gogarty, medico, poeta e scrittore irlandese († 1957)
- 17 agosto - Aleksandr Andreevič Svečin, generale e scrittore russo († 1937)
- 17 agosto - Paul Troost, architetto tedesco († 1934)
- 18 agosto - Fritz Brun, compositore e direttore d'orchestra svizzero († 1959)
- 19 agosto - Vladimir Viktorovič Adoratskij, filosofo russo († 1945)
- 19 agosto - Gastone Costa, avvocato e politico italiano († 1958)
- 19 agosto - Manuel L. Quezon, politico filippino († 1944)
- 19 agosto - György Sztantics, marciatore ungherese († 1918)
- 19 agosto - Jo van der Mey, architetto e progettista olandese († 1949)
- 20 agosto - Neri Farina Cini, imprenditore e politico italiano († 1967)
- 20 agosto - Adolfo Levi, filosofo italiano († 1948)
- 20 agosto - Maria Assunta Pallotta, religiosa italiana († 1905)
- 20 agosto - William Twaits, calciatore canadese († 1941)
- 21 agosto - Jamie McLoughlin, canottiere statunitense († 1962)
- 22 agosto - Fred Mace, attore e regista statunitense († 1917)
- 25 agosto - Ted Birnie, calciatore e allenatore di calcio inglese († 1935)
- 25 agosto - Slavko Kvaternik, generale e politico croato († 1947)
- 25 agosto - Murdock MacQuarrie, attore, regista e sceneggiatore statunitense († 1942)
- 25 agosto - Carlo Simoneschi, attore e regista italiano († 1955)
- 26 agosto - Giulio Bertoni, linguista, filologo e critico letterario italiano († 1942)
- 26 agosto - Giorgio Del Vecchio, filosofo e giurista italiano († 1970)
- 26 agosto - Václav Melzer, botanico e micologo ceco († 1968)
- 26 agosto - Bertrand Pujo, aviatore, generale e politico francese († 1964)
- 26 agosto - Lina Stern, biochimica e fisiologa sovietica († 1968)
- 27 agosto - John Costello, attore statunitense († 1946)
- 27 agosto - Willi Geiger, pittore, grafico e insegnante tedesco († 1971)
- 27 agosto - Pëtr Nikolaevič Vrangel', generale, politico e nobile russo († 1928)
- 28 agosto - Hermann Essig, scrittore tedesco († 1918)
- 28 agosto - Ezio Riboldi, politico italiano († 1965)
- 28 agosto - George Hoyt Whipple, medico e biochimico statunitense († 1976)
- 29 agosto - Umberto Bassignani, scultore italiano († 1944)
- 29 agosto - John Ince, attore, regista e produttore cinematografico statunitense († 1947)
- 29 agosto - Hans Leberle, alpinista, imprenditore e musicista tedesco († 1953)
- 29 agosto - Roberto Pucci, militare, imprenditore e politico italiano († 1960)
- 30 agosto - Josip Vilfan, politico sloveno († 1955)
- 30 agosto - Antonio Torrini, arcivescovo cattolico italiano († 1973)
- 31 agosto - Maurice Jean-Baptiste Amoudru, vescovo cattolico francese († 1961)
- 31 agosto - Frank Jarvis, velocista e triplista statunitense († 1933)
- 31 agosto - Marc Perrodon, schermidore francese († 1939)

## Settembre(76)
- 1º settembre - Bobby Burns, attore e regista cinematografico statunitense († 1966)
- 1º settembre - John F.C. Fuller, generale e storico britannico († 1966)
- 1º settembre - Leonhard Kaupisch, generale tedesco († 1945)
- 1º settembre - Alessandra di Sassonia-Coburgo-Gotha, principessa inglese († 1942)
- 1º settembre - Tullio Serafin, direttore d'orchestra italiano († 1968)
- 1º settembre - Emil Zilliacus, poeta finlandese († 1961)
- 1º settembre - Cenzi von Ficker, naturalista e alpinista austriaca († 1956)
- 2 settembre - Werner von Blomberg, generale e politico tedesco († 1946)
- 2 settembre - Maurice René Fréchet, matematico francese († 1973)
- 2 settembre - Edna May, cantante e attrice teatrale statunitense († 1948)
- 2 settembre - Milan Nedić, generale e politico serbo († 1946)
- 2 settembre - George Simpson, meteorologo e esploratore britannico († 1965)
- 3 settembre - Maria Immacolata d'Asburgo-Lorena, principessa austriaca († 1968)
- 3 settembre - Dorothea Douglass Chambers, tennista britannica († 1960)
- 3 settembre - Zofia Praussowa, politica e partigiana polacca († 1945)
- 4 settembre - Arthur Ramsay, XIV conte di Dalhousie, nobile e ufficiale scozzese († 1928)
- 5 settembre - Antonio Ambrogio Alciati, pittore italiano († 1929)
- 5 settembre - Barry Domvile, ammiraglio britannico († 1971)
- 6 settembre - Guido Po, ammiraglio e scrittore italiano († 1961)
- 7 settembre - Alessandro Brizi, economista e politico italiano († 1955)
- 7 settembre - James Hubert Price, politico statunitense († 1943)
- 7 settembre - Stefan I di Bulgaria, vescovo ortodosso e teologo bulgaro († 1957)
- 8 settembre - Gaetano Fuardo, ingegnere e inventore italiano († 1962)
- 8 settembre - Siegfried Hänicke, generale tedesco († 1946)
- 8 settembre - Ernesto Sabbatini, attore, regista teatrale e direttore artistico italiano († 1954)
- 9 settembre - Demetrio Asinari di Bernezzo, militare, imprenditore e politico italiano († 1939)
- 9 settembre - Adelaide Crapsey, poetessa statunitense († 1914)
- 9 settembre - Arthur Fox, schermidore statunitense († 1958)
- 9 settembre - Ekaterina Aleksandrovna Jur'evskaja, russa († 1959)
- 9 settembre - Sergio Osmeña, politico filippino († 1961)
- 12 settembre - Jimmy Ashcroft, calciatore inglese († 1943)
- 14 settembre - Dante Gallani, medico, politico e antifascista italiano († 1936)
- 15 settembre - Giovanni Boero, politico italiano († 1958)
- 15 settembre - Clarence Lewis Friend, astronomo statunitense († 1958)
- 15 settembre - Alcides Maia, scrittore, giornalista e politico brasiliano († 1944)
- 16 settembre - Carlo Aloisio del Liechtenstein, politico austriaco († 1955)
- 16 settembre - Fred Spackman, calciatore britannico († 1942)
- 17 settembre - Robert Broadwell, regista statunitense († 1947)
- 17 settembre - Ersilio Michel, storico italiano († 1955)
- 17 settembre - Vincenzo Tommasini, compositore italiano († 1950)
- 17 settembre - Antoine Védrenne, canottiere francese († 1937)
- 18 settembre - Robert Brooke-Popham, generale britannico († 1953)
- 18 settembre - Lambert Ehrlich, teologo e etnologo sloveno († 1942)
- 18 settembre - Billy Sherring, maratoneta canadese († 1964)
- 18 settembre - Ugo Sirovich, magistrato e politico italiano († 1954)
- 19 settembre - Giuseppe Bozzetti, presbitero e filosofo italiano († 1956)
- 19 settembre - Saverio Fiducia, giornalista italiano († 1970)
- 19 settembre - Bertel Gripenberg, poeta finlandese († 1947)
- 19 settembre - Antonietta Mazzone, religiosa italiana († 1941)
- 19 settembre - Walter Percy Day, pittore e effettista britannico († 1965)
- 20 settembre - Francisco Lagos Cházaro, politico messicano († 1932)
- 20 settembre - Antonio Misceo, sindacalista italiano († 1960)
- 20 settembre - Raghunathrao Shankarrao Gandekar, principe indiano († 1951)
- 20 settembre - Upton Sinclair, scrittore, saggista e giornalista statunitense († 1968)
- 22 settembre - Miguel di Braganza, nobile portoghese († 1923)
- 22 settembre - Timoteo di Gerusalemme, arcivescovo ortodosso greco († 1955)
- 22 settembre - Shigeru Yoshida, politico giapponese († 1967)
- 23 settembre - Mario Ferrigni, giornalista, critico d'arte e drammaturgo italiano († 1943)
- 24 settembre - Tom Niblo, calciatore scozzese († 1933)
- 24 settembre - Charles-Ferdinand Ramuz, scrittore e poeta svizzero († 1947)
- 24 settembre - Gea della Garisenda, cantante italiana († 1961)
- 25 settembre - Mario Lago, diplomatico italiano († 1950)
- 25 settembre - Evemero Nardella, compositore e cantante italiano († 1950)
- 25 settembre - Guy Oliver, attore statunitense († 1932)
- 25 settembre - Holger Thiele, astronomo danese († 1946)
- 26 settembre - Kurt von Hammerstein-Equord, generale tedesco († 1943)
- 27 settembre - Francesco Coppola, politico e giornalista italiano († 1957)
- 27 settembre - Luigi Federzoni, politico e scrittore italiano († 1967)
- 27 settembre - Bartolomeo Pagano, attore italiano († 1947)
- 28 settembre - Adolphe Cayron, pistard francese († 1950)
- 28 settembre - Joe Ruddy, pallanuotista e nuotatore statunitense († 1962)
- 29 settembre - Giosuè Giuppone, pistard, pilota motociclistico e pilota automobilistico italiano († 1910)
- 30 settembre - Ettore Archinti, scultore e politico italiano († 1944)
- 30 settembre - Santorre Debenedetti, filologo e critico letterario italiano († 1948)
- 30 settembre - George Holt, attore, regista e sceneggiatore statunitense († 1944)
- 30 settembre - Karl Zörgiebel, politico tedesco († 1961)

## Ottobre(73)
- 1º ottobre - Selmar Samuel Aschheim, medico tedesco († 1965)
- 1º ottobre - Gaetano Ballardini, storico dell'arte italiano († 1953)
- 1º ottobre - Louis-Hippolyte Boileau, architetto francese († 1948)
- 1º ottobre - Step'an Šahowmyan, politico armeno († 1918)
- 1º ottobre - Othmar Spann, filosofo, sociologo e economista austriaco († 1950)
- 2 ottobre - Gino Funaioli, filologo classico e latinista italiano († 1958)
- 2 ottobre - Antonio Panella, archivista e storico italiano († 1954)
- 3 ottobre - Hans Heinrich Suter, calciatore, arbitro di calcio e dirigente sportivo svizzero († 1955)
- 4 ottobre - Michele Biancale, critico d'arte e storico dell'arte italiano († 1961)
- 4 ottobre - Arthur Hopkins, regista, produttore teatrale e sceneggiatore statunitense († 1950)
- 5 ottobre - Louise Dresser, attrice statunitense († 1965)
- 6 ottobre - Paolo Azzurri, attore, regista e produttore cinematografico italiano († 1933)
- 6 ottobre - Billy Garraty, calciatore inglese († 1931)
- 6 ottobre - Mary Goelet, socialite statunitense († 1937)
- 7 ottobre - Andrea Bafile, militare italiano († 1918)
- 7 ottobre - John Carr, allenatore di calcio e calciatore inglese († 1948)
- 7 ottobre - Georges Valois, politico, economista e scrittore francese († 1945)
- 8 ottobre - Walther Katzenstein, canottiere tedesco († 1929)
- 9 ottobre - Amanto Di Fausto, politico italiano († 1933)
- 9 ottobre - Alceo Dossena, scultore e falsario italiano († 1937)
- 9 ottobre - Robert Warwick, attore statunitense († 1964)
- 9 ottobre - Maria Gabriella in Baviera, principessa tedesca († 1912)
- 10 ottobre - Anton Erkelenz, politico tedesco († 1945)
- 10 ottobre - Ugo Levi, linguista e musicista italiano († 1971)
- 10 ottobre - Giuseppe Marletta, matematico italiano († 1944)
- 10 ottobre - Albert von Trentini, scrittore e drammaturgo austriaco († 1933)
- 11 ottobre - Francesco Falcetti, prefetto e politico italiano († 1969)
- 11 ottobre - Karl Hofer, pittore tedesco († 1955)
- 11 ottobre - Ferdiš Kostka, ceramista slovacco († 1951)
- 11 ottobre - Augusto Raffaele Occhialini, fisico e divulgatore scientifico italiano († 1951)
- 12 ottobre - Karl Buresch, politico austriaco († 1936)
- 12 ottobre - Truxton Hare, multiplista, martellista e pesista statunitense († 1956)
- 12 ottobre - Antoine Poidebard, militare, religioso e archeologo francese († 1955)
- 12 ottobre - Şehzade Ahmed Nuri, principe ottomano († 1944)
- 14 ottobre - Ildebrando Capatti, pittore e decoratore italiano († 1959)
- 14 ottobre - Grace Drayton, fumettista e illustratrice statunitense († 1936)
- 15 ottobre - Elizabeth Daly, scrittrice statunitense († 1967)
- 15 ottobre - Luigi Ferrajolo, scienziato e geofisico italiano († 1971)
- 15 ottobre - Paul Reynaud, politico francese († 1966)
- 15 ottobre - Alceo Speranza, avvocato, politico e giornalista italiano († 1945)
- 16 ottobre - Jean Agélou, fotografo francese († 1921)
- 16 ottobre - Eugenio Canfari, dirigente sportivo italiano († 1962)
- 16 ottobre - Michele Guadagno, ingegnere e botanico italiano († 1930)
- 16 ottobre - Moriz Henneberger, scacchista e compositore di scacchi svizzero († 1959)
- 16 ottobre - Maxie Long, velocista statunitense († 1959)
- 16 ottobre - Franz Reichelt, inventore austriaco († 1912)
- 17 ottobre - Attilio Cerruti, biologo italiano († 1956)
- 17 ottobre - Jacobo FitzJames Stuart, XVII duca d'Alba, nobile, diplomatico e politico spagnolo († 1953)
- 18 ottobre - Miguel Llobet, chitarrista e compositore spagnolo († 1938)
- 18 ottobre - James Truslow Adams, storico statunitense († 1949)
- 19 ottobre - Michail Andreevič Osorgin, scrittore, giornalista e saggista russo († 1942)
- 20 ottobre - Arthur Scherbius, ingegnere e imprenditore tedesco († 1929)
- 21 ottobre - Carlo Baccari, poeta, scrittore e giornalista italiano († 1978)
- 21 ottobre - Gyula Krúdy, scrittore ungherese († 1933)
- 22 ottobre - Carl Otto Czeschka, illustratore austriaco († 1960)
- 22 ottobre - Francisco dos Santos, scultore, pittore e calciatore portoghese († 1930)
- 24 ottobre - Giovanni Formisano, poeta italiano († 1962)
- 24 ottobre - Jean-Baptiste Lebas, politico francese († 1944)
- 25 ottobre - Giovanni Battista Traverso, botanico e micologo italiano († 1955)
- 26 ottobre - José Moscardó Ituarte, generale e dirigente sportivo spagnolo († 1956)
- 27 ottobre - Enrico Boscardi, generale italiano († 1960)
- 27 ottobre - Stamen Grigorov, medico bulgaro († 1945)
- 27 ottobre - Margaret Skeete, supercentenaria statunitense († 1994)
- 28 ottobre - Daniel Lowey, tiratore di fune britannico († 1951)
- 28 ottobre - Gaston Ravel, regista francese († 1958)
- 29 ottobre - Alexander von Falkenhausen, generale tedesco († 1966)
- 29 ottobre - Julia Swayne Gordon, attrice statunitense († 1933)
- 29 ottobre - Carl Moos, illustratore tedesco († 1959)
- 30 ottobre - Julia Mackley, attrice statunitense († 1964)
- 30 ottobre - Arturo Riccardi, ammiraglio italiano († 1966)
- 30 ottobre - Emil Röthong, ginnasta tedesco († 1970)
- 31 ottobre - Eleonora de Cisneros, cantante lirica statunitense († 1934)
- 31 ottobre - Ettore Schinelli, organista e compositore italiano († 1943)

## Novembre(100)
- 1º novembre - Valmore Gemignani, scultore, ceramista e pittore italiano († 1956)
- 1º novembre - Carlos Saavedra Lamas, giurista e politico argentino († 1959)
- 4 novembre - José Berraondo, calciatore e allenatore di calcio spagnolo († 1950)
- 4 novembre - Damiano Filia, scrittore, storico e presbitero italiano († 1956)
- 5 novembre - Max Ammermann, canottiere tedesco
- 5 novembre - Michail Arcybašev, scrittore russo († 1927)
- 5 novembre - Kuz'ma Petrov-Vodkin, pittore russo († 1939)
- 5 novembre - Dante Zeno Rubelli, imprenditore italiano († 1945)
- 6 novembre - Kurt Goldstein, neurologo e psichiatra tedesco († 1965)
- 7 novembre - Paolo D'Ancona, storico dell'arte italiano († 1964)
- 7 novembre - Avraham Yeshayahu Karelitz, rabbino e teologo israeliano († 1953)
- 7 novembre - Lise Meitner, fisica austriaca († 1968)
- 8 novembre - Charles Arentz, velista norvegese († 1968)
- 8 novembre - Dorothea Bate, paleontologa gallese († 1951)
- 8 novembre - Linda Cannetti, cantante lirica italiana († 1960)
- 9 novembre - Ahn Chang-ho, politico e attivista coreano († 1938)
- 9 novembre - Walter Drumheller, velocista e mezzofondista statunitense († 1958)
- 9 novembre - Alberto Nin Frías, scrittore uruguaiano († 1937)
- 9 novembre - Álvaro de Castro, politico portoghese († 1928)
- 10 novembre - Florence Harvey, golfista e atleta canadese († 1968)
- 10 novembre - Arthur Liebert, filosofo tedesco († 1946)
- 10 novembre - Jorge Ubico, politico e generale guatemalteco († 1946)
- 10 novembre - Patricia Wentworth, scrittrice britannica († 1961)
- 10 novembre - Heinrich Srbik, storico e politico austriaco († 1951)
- 11 novembre - Werner Janensch, paleontologo e geologo tedesco († 1969)
- 12 novembre - Bino Binazzi, poeta italiano († 1930)
- 12 novembre - Adolfo Giaquinto, magistrato, avvocato e politico italiano († 1971)
- 12 novembre - Arturo Reghini, filosofo e esoterista italiano († 1946)
- 13 novembre - Max Dehn, matematico tedesco († 1952)
- 13 novembre - Riccardo Motta, prefetto italiano († 1962)
- 13 novembre - Ciro Ravenna, chimico italiano († 1944)
- 13 novembre - Umberto Ricci, funzionario e politico italiano († 1957)
- 14 novembre - Virgilio Angioni, presbitero italiano († 1947)
- 14 novembre - Kingsley Benedict, attore, sceneggiatore e produttore cinematografico statunitense († 1951)
- 14 novembre - Inigo Campioni, ammiraglio italiano († 1944)
- 14 novembre - Antioco Casula, poeta italiano († 1957)
- 14 novembre - Henry Field, lunghista statunitense († 1944)
- 14 novembre - Zinaida Vasil'evna Konopljannikova, rivoluzionaria russa († 1906)
- 14 novembre - Leopold Staff, poeta e filosofo polacco († 1957)
- 14 novembre - Carlos Federico Sáez, pittore uruguaiano († 1901)
- 15 novembre - Rezső Crettier, pesista e discobolo ungherese († 1945)
- 15 novembre - Izola Forrester, scrittrice, giornalista e sceneggiatrice statunitense († 1944)
- 15 novembre - Leopold Skulski, politico polacco († 1940)
- 16 novembre - Nikolaj Dmitrievič Avksent'ev, politico russo († 1943)
- 16 novembre - Pietro Bragaglia, ginnasta italiano († 1956)
- 16 novembre - Anselmo Catalán, abate spagnolo († 1959)
- 16 novembre - Harald Halvorsen, ginnasta norvegese († 1965)
- 16 novembre - Hans Vollmer, storico dell'arte tedesco († 1969)
- 17 novembre - Grace Abbott, attivista statunitense († 1939)
- 17 novembre - George L. Cox, attore, regista e sceneggiatore statunitense († 1947)
- 17 novembre - Paul Gibiard, ginnasta francese
- 17 novembre - Gus Goessling, pallanuotista statunitense († 1963)
- 17 novembre - Pavel Varfolomeevič Kuznecov, pittore, scenografo e grafico russo († 1968)
- 17 novembre - Candida Colosimo, pittrice italiana († 1972)
- 17 novembre - Giovanni Zappettini, pittore e decoratore italiano († 1958)
- 18 novembre - Tommaso Gallarati Scotti, nobile, scrittore e militare italiano († 1966)
- 18 novembre - Katie Johnson, attrice britannica († 1957)
- 18 novembre - Hubert Loutsch, politico lussemburghese († 1946)
- 18 novembre - Mitsuyo Maeda, judoka giapponese († 1941)
- 18 novembre - Helene von Nostitz, scrittrice e pianista tedesca († 1944)
- 18 novembre - Pulvio Zocchi, attivista e sindacalista italiano
- 19 novembre - Silvio Piero Bertollo, calciatore e imprenditore italiano († 1966)
- 19 novembre - Meredith Colket, astista statunitense († 1947)
- 19 novembre - Luca Comerio, direttore della fotografia, regista e produttore cinematografico italiano († 1940)
- 19 novembre - Eugenio Minisini, generale, inventore e partigiano italiano († 1946)
- 19 novembre - Werner von Rheinbaben, politico, diplomatico e giornalista tedesco († 1975)
- 20 novembre - Umberto Somma, militare e politico italiano († 1955)
- 21 novembre - Gustav Radbruch, politico e giurista tedesco († 1949)
- 21 novembre - Henry Thomas, scrittore, bibliografo e ispanista britannico († 1952)
- 21 novembre - Clara Westhoff, scultrice tedesca († 1954)
- 22 novembre - Umberto Vacca, politico italiano († 1936)
- 23 novembre - Cesare Giovara, politico e prefetto italiano († 1957)
- 23 novembre - Ernest King, ammiraglio statunitense († 1956)
- 23 novembre - Holcombe Ward, tennista statunitense († 1967)
- 24 novembre - Paul Diepgen, ginecologo e storico tedesco († 1966)
- 24 novembre - Ugo Malvano, pittore italiano († 1958)
- 24 novembre - Eolo Rebua, prefetto e politico italiano († 1959)
- 24 novembre - Erich Scheurmann, scrittore e pittore tedesco († 1957)
- 25 novembre - Carlo Galli, diplomatico italiano († 1966)
- 25 novembre - Georg Kaiser, drammaturgo e attore tedesco († 1945)
- 26 novembre - Peter Deer, mezzofondista canadese († 1956)
- 26 novembre - David Kirkland, regista, attore e sceneggiatore statunitense († 1964)
- 26 novembre - Anna LoPizzo, sindacalista italiana († 1912)
- 26 novembre - Vincenzo Romeo, scultore italiano († 1942)
- 26 novembre - Major Taylor, pistard statunitense († 1932)
- 26 novembre - George Wittet, architetto scozzese († 1926)
- 27 novembre - André Caplet, compositore e direttore d'orchestra francese († 1925)
- 27 novembre - Charles Dvorak, astista statunitense († 1969)
- 27 novembre - Otto Kinkeldey, docente, musicista e musicologo statunitense († 1966)
- 27 novembre - William Orpen, pittore irlandese († 1931)
- 28 novembre - Achille Forti, botanico e mecenate italiano († 1937)
- 28 novembre - Maria Goia, politica e sindacalista italiana († 1924)
- 28 novembre - Edith Hannam, tennista britannica († 1951)
- 28 novembre - Peder Kolstad, politico norvegese († 1932)
- 28 novembre - Michail Aleksandrovič Romanov, nobile russo († 1918)
- 29 novembre - Mario Corte, attore, regista e doppiatore italiano († 1967)
- 29 novembre - John Derbyshire, nuotatore e pallanuotista britannico († 1938)
- 29 novembre - Jean de Laborde, ammiraglio francese († 1977)
- 29 novembre - Hubert Lefèbvre, rugbista a 15 francese († 1937)
- 30 novembre - Ermanno Carlotto, militare italiano († 1900)

## Dicembre(67)
- 1º dicembre - George Arundale, teosofo inglese († 1945)
- 1º dicembre - William Frank, maratoneta e mezzofondista statunitense († 1965)
- 1º dicembre - Axel von Freytagh-Loringhoven, politico tedesco († 1942)
- 1º dicembre - Ali Hubert, costumista austriaco († 1940)
- 1º dicembre - Rudolf Walden, politico, imprenditore e generale finlandese († 1946)
- 2 dicembre - František Hirsche, pistard boemo († 1971)
- 2 dicembre - George Soulié de Morant, diplomatico, scrittore e sinologo francese († 1955)
- 4 dicembre - Federico Caudana, organista, direttore di coro e compositore italiano († 1963)
- 5 dicembre - Arrigo Pedrollo, pianista, direttore d'orchestra e compositore italiano († 1964)
- 6 dicembre - Elvia Carrillo Puerto, attivista e politica messicana († 1967)
- 6 dicembre - Samuel Alexander Kinnier Wilson, neurologo britannico († 1937)
- 7 dicembre - Akiko Yosano, scrittrice e poetessa giapponese († 1942)
- 8 dicembre - Giovanni Battista Alfano, presbitero, vulcanologo e sismologo italiano († 1955)
- 8 dicembre - Gastone Guerrieri di Mirafiori, imprenditore e politico italiano († 1943)
- 8 dicembre - Walter Heitz, generale tedesco († 1944)
- 8 dicembre - Wallace Worsley, regista e attore statunitense († 1944)
- 9 dicembre - Alfred C. Abadie, attore, sceneggiatore e produttore cinematografico statunitense († 1950)
- 9 dicembre - Bénoni Fardel, pallanuotista francese († 1936)
- 9 dicembre - John Holloway, multiplista britannico († 1950)
- 9 dicembre - Federico Olivero, traduttore, critico letterario e filologo italiano († 1955)
- 10 dicembre - Enrico Brusoni, ciclista su strada e pistard italiano († 1949)
- 10 dicembre - Alberto Cristofori, ingegnere italiano († 1966)
- 10 dicembre - Chakravarthi Rajagopalachari, politico indiano († 1972)
- 10 dicembre - Stephen Timoshenko, ingegnere e matematico statunitense († 1972)
- 13 dicembre - Adriana Budevska, attrice teatrale bulgara († 1955)
- 13 dicembre - Mario Cavallari, avvocato, politico e antifascista italiano († 1960)
- 13 dicembre - Rex McDougall, attore britannico († 1933)
- 13 dicembre - Dante Veroni, politico italiano († 1949)
- 14 dicembre - Tullio Cariolato, politico, dirigente sportivo e pilota automobilistico italiano († 1948)
- 14 dicembre - Frank Jonasson, attore statunitense († 1942)
- 14 dicembre - Paolo Mantica, sindacalista, avvocato e giornalista italiano († 1935)
- 15 dicembre - Henry W. Barry, compositore di scacchi statunitense († 1933)
- 15 dicembre - Hans Carossa, scrittore e poeta tedesco († 1956)
- 16 dicembre - Umberto Locatelli, imprenditore, dirigente d'azienda e politico italiano († 1958)
- 16 dicembre - Gertrud Woker, biochimica, attivista e pacifista svizzera († 1968)
- 17 dicembre - Georges Romer, pallanuotista belga
- 18 dicembre - Alessandro Guaccero, medico e politico italiano († 1946)
- 18 dicembre - Iosif Stalin, rivoluzionario, politico e militare sovietico († 1953)
- 20 dicembre - Umberto Brustio, dirigente d'azienda e imprenditore italiano († 1972)
- 20 dicembre - Abram Rabinovič, scacchista russo († 1943)
- 21 dicembre - Jan Łukasiewicz, filosofo e logico polacco († 1956)
- 21 dicembre - Hugo Peitsch, ginnasta tedesco († 1951)
- 22 dicembre - Meyer Prinstein, lunghista, triplista e velocista statunitense († 1925)
- 23 dicembre - Ubaldo Diciotti, generale italiano († 1963)
- 23 dicembre - Goffredo Lanzara, politico italiano († 1961)
- 24 dicembre - Anton Heida, ginnasta statunitense
- 24 dicembre - Evasio Montanella, pittore italiano († 1940)
- 24 dicembre - Oscar Morin, missionario e vescovo cattolico canadese († 1952)
- 25 dicembre - Louis Chevrolet, pilota automobilistico e imprenditore svizzero († 1941)
- 25 dicembre - Joseph Schenck, produttore cinematografico russo († 1961)
- 26 dicembre - Eugenio Griffini, orientalista italiano († 1925)
- 26 dicembre - Alex Raisbeck, calciatore e allenatore di calcio scozzese († 1949)
- 27 dicembre - Ludovico Altieri, IX principe di Oriolo, principe italiano († 1955)
- 27 dicembre - Alfredo Bambi, attore teatrale e drammaturgo italiano († 1957)
- 27 dicembre - Richard Garrick, attore e regista irlandese († 1962)
- 27 dicembre - Gino Giacomini, politico e insegnante sammarinese († 1962)
- 27 dicembre - Gian Giacomo Ponti, ingegnere italiano († 1939)
- 28 dicembre - Jules Patou, ciclista su strada e pistard belga († 1914)
- 28 dicembre - Evangelista Latino Enrico Vanni, arcivescovo cattolico italiano († 1962)
- 29 dicembre - Samuel Day, calciatore inglese († 1950)
- 29 dicembre - Marthe Niel, aviatrice francese († 1928)
- 29 dicembre - Pierre Rousselot, presbitero, teologo e filosofo francese († 1915)
- 30 dicembre - William Aberhart, politico canadese († 1943)
- 30 dicembre - Erwin Guido Kolbenheyer, scrittore, poeta e drammaturgo tedesco († 1962)
- 30 dicembre - Giovanni Persico, politico italiano († 1967)
- 31 dicembre - Elizabeth Arden, imprenditrice canadese († 1966)
- 31 dicembre - Horacio Quiroga, scrittore uruguaiano († 1937)

## Senza giorno specificato(76)
- Gualtiero Adami, ingegnere e funzionario italiano († 1971)
- Elena Bacaloglu, giornalista e politica rumena († 1947)
- Alberto Balloco, ingegnere italiano († 1944)
- Spiridon Belokas, maratoneta greco
- Felix Bernstein, matematico tedesco († 1956)
- Ottorino Bicchi, pittore italiano († 1949)
- Tom Brindle, politico neozelandese († 1950)
- Mahmud Barzani, politico curdo († 1956)
- Chen Zizheng, insegnante cinese († 1933)
- Benedetto Condorelli, pittore italiano († 1950)
- Albert Cope, giocatore di snooker inglese († 1930)
- Jakub Deml, poeta ceco († 1961)
- Seth Egbert, attore e sceneggiatore inglese († 1944)
- Rupert England, militare e esploratore britannico († 1942)
- Angelos Fetsis, mezzofondista greco
- Warren Samuel Fisher, entomologo statunitense († 1971)
- Wilhelm Gallhof, pittore tedesco († 1918)
- Maria Galvany, soprano spagnolo († 1927)
- Arnold Hartley Gibson, ingegnere britannico († 1959)
- Wilfrid Wilson Gibson, poeta britannico († 1962)
- Alberto Giovannini, attore italiano († 1915)
- Alfred Goodey, filantropo inglese († 1945)
- Emil Gârleanu, scrittore rumeno († 1914)
- Harry Handworth, regista e attore statunitense († 1916)
- Adolfo Hess, ingegnere elettrotecnico e alpinista italiano († 1951)
- Helen Homans, tennista statunitense († 1949)
- Joseph Jefferson Howard, golfista statunitense († 1908)
- Matthew Albert Hunter, ingegnere neozelandese († 1961)
- Raffaele Issel, zoologo italiano († 1936)
- Emel'jan Michajlovič Jaroslavskij, rivoluzionario, politico e storico russo († 1943)
- Dimitrios Khristopoulos, maratoneta greco
- Harald Kidde, scrittore danese († 1918)
- Ladislav Klíma, scrittore ceco († 1928)
- Harry Knowles, attore statunitense († 1936)
- Aino Kallas, scrittrice finlandese († 1956)
- Maurice Leenhardt, missionario e etnologo francese († 1954)
- René Lériche, pallanuotista francese
- Fratelli Manakis, fotografo e regista greco († 1954)
- Ernest Martin, nuotatore e pallanuotista francese
- Alfredo Mazzucchi, compositore italiano († 1972)
- J.B. McDowell, regista e direttore della fotografia britannico († 1954)
- Roddy McEachrane, calciatore scozzese († 1972)
- Mitsos Miràt, attore greco († 1964)
- Roberto Montessori, giurista italiano († 1942)
- John R. Mosby, militare e rivoluzionario statunitense
- Zdeněk Nejedlý, musicologo ceco († 1962)
- Julius Arthur Nieuwland, chimico statunitense († 1936)
- Umberto Notari, giornalista, scrittore e editore italiano († 1950)
- Lonny Olchansky, circense danese
- Dīmītrios Pappoulias, giurista greco († 1932)
- Giovanni Pennacchio, direttore d'orchestra e compositore italiano († 1978)
- August Petri, schermidore tedesco
- Iōannīs Rallīs, politico greco († 1946)
- Mabel L. Ramsay, medico e attivista britannica († 1954)
- Corona Riccardo, attrice teatrale italiana († 1917)
- Steven Rockwell, ingegnere statunitense († 1946)
- Aleksandrs Romans, pittore lettone († 1911)
- Rosie Boote, attrice e cantante irlandese († 1958)
- Angelo Santagostino, pittore e imprenditore italiano († 1947)
- Gaetano e Pietro Sgarabotto, liutaio italiano († 1959)
- Athanasios Skaltsogiannīs, ostacolista greco
- Phillip Sonntag, ginnasta e multiplista statunitense († 1917)
- Curt A. Stark, regista, attore e sceneggiatore tedesco († 1916)
- Andrew Swann, calciatore scozzese
- Nello Tarchiani, critico d'arte e museologo italiano († 1941)
- Emma Trentini, soprano italiano († 1959)
- Panagiōtīs Trivoulidīs, tiratore di fune greco
- Oreste Vaccà, militare italiano († 1899)
- Emily Valentine, infermiera britannica († 1967)
- Luigi Valli, critico letterario italiano († 1931)
- Emilio Venturini, tenore italiano († 1952)
- Siamanto, poeta, scrittore e giornalista armeno († 1915)
- Sa'id II bin Maktum bin Hasher Al Maktum, sovrano emiratino († 1958)
- Sa'ud bin Abd al-Aziz bin Sa'ud Al Sa'ud al-Kabir, principe saudita († 1959)
- Roger de Lessert, zoologo e aracnologo svizzero († 1945)
- Guerau de Liost, poeta, politico e giornalista spagnolo († 1933)